# Mitragyna stipulosa
Espèce
Synonymes
- Adina stipulosa (DC.) Roberty[2]
- Fleroya stipulosa (préféré par NCBI)[3]
- Hallea stipulosa (DC.) J.-F.Leroy[2]
- Mamboga stipulosa (DC.) Hiern[2]
- Mitragyna chevalieri K.Krause[2]
- Mitragyna macrophylla Hiern[2]
- Mitragyna stipulosa (DC.) Kuntze[2]
- Mitragyna stipulosa[3]
- Nauclea bracteosa Welw.[2]
- Nauclea macrophylla Perr. & Lepr. ex DC.[2]
- Nauclea stipulosa DC.[2]

Mitragyna stipulosa est une espèce de plantes de la famille des Rubiaceae et du genre Mitragyna, présente en Afrique tropicale.